# 曳光弾

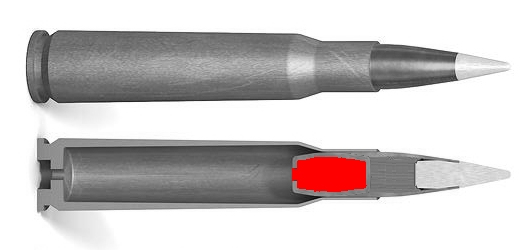
曳光弾の内部構造を示す模式図。赤い部分が発火体

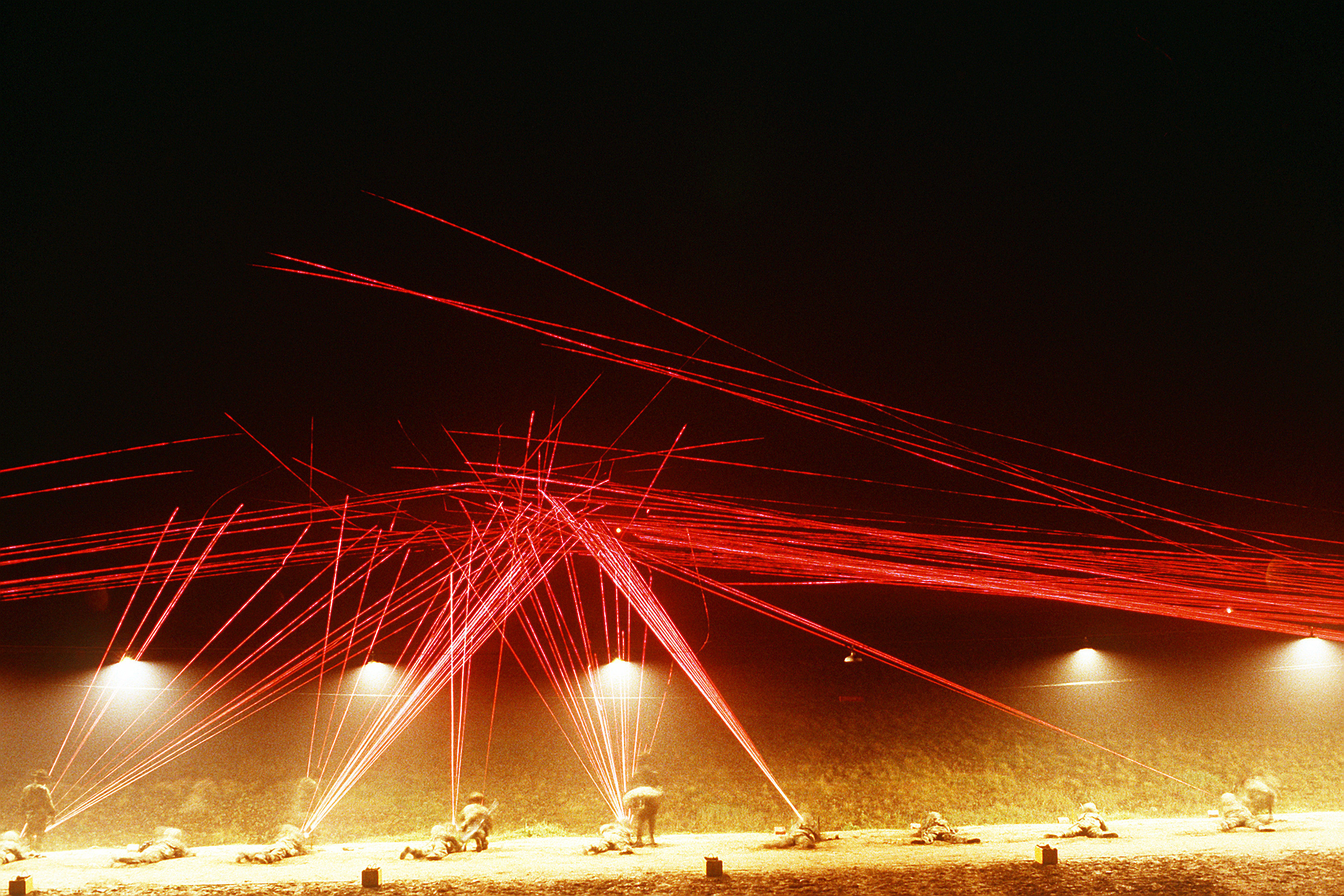
夜間射撃訓練において、自動小銃から発射された曳光弾の軌跡

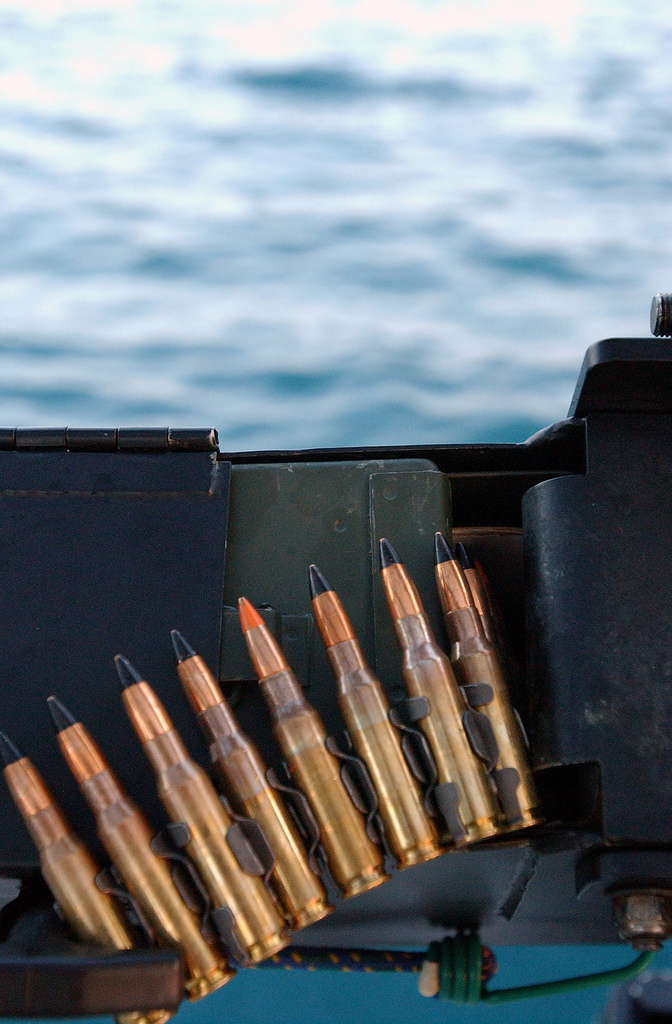
弾帯に装弾された曳光弾(弾頭先端が赤いもの）。この事例では通常弾4発に対して曳光弾1発が加えられている

曳光弾（えいこうだん、英: Tracer ammunition）は、発光体を内蔵した特殊な弾丸。射撃後、飛んでいく間に発光することで軌跡がわかるようになっている。トレーサーや曳痕弾とも呼ばれ、弾種記号には末尾にTracerの「-T」がつく。
射手に弾道を示し、軌跡を知ることで射撃中に方向を修正することができるため、対空射撃、または航空機からの射撃で各種の合図のために使用される。欠点は発射元の位置も推測されてしまうことと、弾道が普通弾と異なることである。
第一次世界大戦（1914年-1918年）から使われたとされている。

## 構造
曳光弾は、白リン、マグネシウムなどの発火性物質を内蔵しており、弾丸の継続した発光により弾道が線を描くように見えるため、射手はこれを目印に射撃を行うことができる。白リン弾とは明確に異なる。
通常弾の末尾方向から大きくくり抜き、そこへ発光体を詰め込む形となる。

### 通常弾との相違点
通常弾と曳光弾の重さと弾道（空気力学上の運動）の違いから、曳光弾は通常弾よりも集弾密度が広く、弾道も上側を飛翔する。特に長距離射撃においては、通常弾と曳光弾の運動は決定的に異なる。曳光弾は飛翔時間の経過によって、重心位置が変化するため、弾道低落が終末部分で極端に降下する。着弾した場合の飛散状況も、質量の軽い曳光弾は広範囲に飛散する傾向にある。曳光弾が内蔵している発光体が燃焼して気化するため、時間と共に質量が減少する。設計の改良により、幾分かは解消されたものの、現在製造されている曳光弾にもこの問題は未だに存在する。
ただし、発光体には光量の上で実用下限が存在するため小口径弾ほど発光体の占める割合が大きくなり性能上不利になるが、逆に弾頭サイズに一定比例で発光体が大型化するわけではないため大口径弾ほど性能への影響は小さくなる。近年、戦車砲弾や機関砲弾では命中精度の向上化のため弾道を観測できる曳光弾の使用率が増しており、APFSDS等でも標準化しつつある。

## 発光体

### 使用色
曳光弾の発光体は、花火や照明弾に使われるものに近い。通常弾の末尾方向から大きくくり抜き、そこへ発光体を詰め込む形となる。アメリカ陸軍やNATO軍の標準規格では、ストロンチウム塩類と金属燃料（マグネシウム過塩素酸塩の混合物）であり、これは明るい赤となる。ロシアや中国の曳光弾はバリウム塩を使用しており、緑の光となる。

### 発光の継続距離
7.62x51mm弾（NATO弾）・7.62x54mmR弾（ソ連・ロシア）曳光弾はおよそ800m、5.56x45mm弾（新NATO弾）・5.45x39mm弾（ソ連・ロシア）曳光弾はおよそ300m以下で燃え尽きる。

## 種類

### 明るさによる分類
曳光弾は明るさにより、以下の3種類がある。
明るい曳光弾（bright tracer）
「明るい曳光弾」は最も一般的に使われるもので、銃口から出た直後から発光する。このため、敵に射手の位置を知らせることとなる。古い軍のことわざに「曳光弾は双方のために働く tracers work both ways」というものがある。明るい曳光弾は、大量に発射した時に暗視装置を飽和させることができる。
抑制された明るさの曳光弾（subdued tracer）
「抑制された明るさの曳光弾」は、約30mかそれ以上から発光を始め、射手の位置を分かりにくくする。
薄暗い曳光弾（dim tracer）
「薄暗い曳光弾」は非常にほのかに発光するが、暗視装置によってはっきりと見える。

## 用途

### 射手への弾道明示
曳光弾の主用途は射手に弾道を示すことである。曳光弾と他の弾種が混ぜられている場合、曳光弾を参考にしながら他弾種の軌跡を予想する。

### 相手機への信号
領空侵犯に対しスクランブル発進した要撃機は対象機が無線、視覚信号（翼を左右に振るなど）、パイロットのハンドサインに反応しない場合、最終警告として行う警告射撃に用いられる。緑→赤の順で発射すると「貴殿は迎撃された、当方指揮下に入れ、さもなくば安全は保証しない」の意思表示になり強制着陸させられる。これを無視した場合は撃墜されることとなる。現代ではコストの観点から曳光弾は1色とし、短い射撃を繰り返して警告を行う国が多い。
航空自衛隊では『信号射撃』と呼ばれ、編隊長機が侵犯機と並行して飛行し実弾と曳光弾を前方に向けて発射する。日本では対ソ連軍領空侵犯機警告射撃事件で初めて実施された。
大韓航空機撃墜事件において、迎撃に向かったMiG-23戦闘機が機関砲による警告射撃を行った際、曳光弾が無く通常弾だけだったため大韓航空機には気付かれなかった。
曳光弾の代わりにフレアを使う例もある。

### 威嚇
第二次世界大戦時の日本軍では、航空機搭乗員の判断で、7.7mm旋回機銃に曳光弾だけを装填した事例があった。高速度の空中戦では、小口径の機銃では敵機を撃ち落とすことが難しい。そのため、多数の曳光弾を撃ち出して敵機を威嚇し、追い払うことを意図したものである。

### 弾倉の交換タイミング
特に最終弾発射後にボルトがロックされないAK-47のような小火器において、射手に弾倉の交換タイミングを教える用途に使用されることがある。また、第二次世界大戦時には、ソ連空軍が航空機の機関銃にこの方式を用いた。ただし、これらの方策は、しばしば敵軍に「弾切れが近い」ということを教えてしまう危険性がある。

### 一種の焼夷弾
発光体を内蔵しているため、すべての曳光弾は一種の焼夷弾となる。ただし、黄リンの割合を高くした曳光焼夷弾が特殊弾として別に存在し、その用途には効果的である。

## 特徴
欠点は発射元の位置も推測されてしまうことと、弾道が普通弾と異なることである。

### 位置察知への解決策
射手が正面位置から位置を察知されることを回避するため、米国特許出願（20040099173）では発火性物質の代わりにLEDとコンデンサを使用するものが考案されている。この方式の最良の特徴は、重量が変化しないため、一定の弾道を保つということである。それでも通常弾とは重さが異なるため、この方式の曳光弾とは弾道は異なることが予想される。また、LEDとコンデンサの組み合わせは、おそらく通常の曳光弾よりも長く発光すると予想される。
考え得るもう一つの解決策として、交通信号機によく見られるような格子を弾丸の後ろに付けるというものがある。これは敵の監視角度から曳光弾の光を見えなくすることができる。その代わり、弾丸の真後ろに長く細い格子を付けた場合、味方からの監視可能角度まで下げてしまう。

## 運用

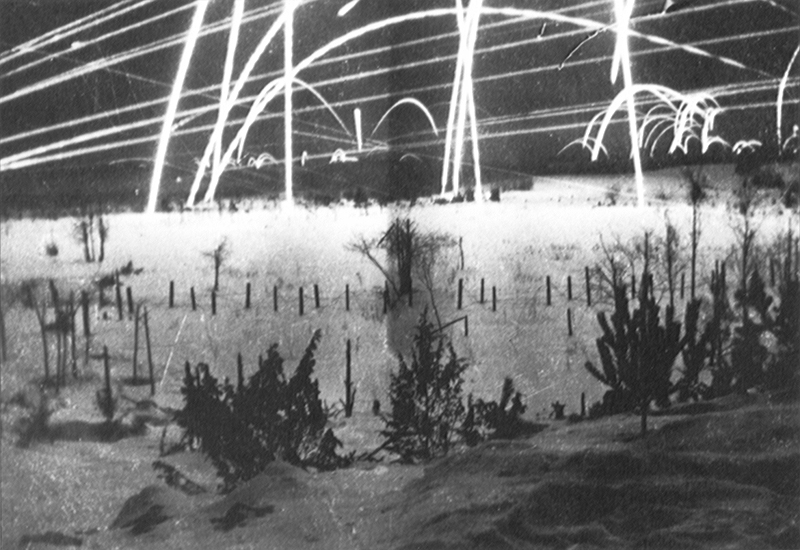
曳光弾が飛び交う冬戦争時のフィンランドとソ連の国境線

第一次世界大戦（1914年 - 1918年）から使われたとされており、各国陸軍の機関銃で通常弾4発に対して曳光弾1発の割合で混ぜられた。航空機用の航空機関銃では徹甲弾、普通弾、焼夷弾、曳光弾で4発に1発の割合となり、機関砲の場合は徹甲弾、炸裂弾、焼夷弾、曳光弾となる。対航空機攻撃用の場合、敵機撃墜の目的よりも操縦士に対する威嚇の効果を増すために、倍程度にまで曳光弾を増やすことが部隊により実施されている。
曳光弾は、一般的に通常弾4-6発に1発の割合に制限される。これは、曳光弾の発光体が銃身の中や銃口の直後で発熱を起こすことにより武器の性能を落とし、最終的には損傷を与えることを防ぐためである。

### アメリカ軍の曳光弾
M856 曳光弾（弾頭63.7グレイン=4.12g）は、M16A2/3/4、M4シリーズ、M249軽機関銃、およびその他の5.56x45mm NATO弾使用小火器で使用できる曳光弾で、約800mまで発光するように設計されている。弾頭は赤に塗られているが、M249のベルトリンクに4発に1発の割合で混入される場合にはオレンジに塗られる。
M16A1では、緊急時かつ90m以下の射程でしか使うことができない。これは、M16A1のライフリングが曳光弾を安定させるのに十分でないためである。
M16A2以降のライフリングは7インチ（約178mm）で1回転の割合になっており、M856 曳光弾を安定させるのに十分である（M856 曳光弾はM196 曳光弾より少しだけ長い）。
M196 曳光弾（弾頭55グレイン=3.56g）は、5.56mm NATO弾のもう一つの曳光弾で、訓練用に作られたものである。発光距離は約450m強。

### 自衛隊の曳光弾
自衛隊では89式5.56mm小銃ほか、主に口径35mm以下の火器に曳光弾がある。射撃可能な弾薬の全てが発光剤を内蔵している火器の場合は、実質は曳光弾でありながらも、普通弾と呼ばれることがある。
陸上自衛隊が一般公開の実弾演習を行う場合、通常は曳光弾が用いられる。これは、弾丸の飛翔速度があまりにも速く視認できないため、弾道観測と演出を兼ねたものである。曳光弾を使用した実弾射撃は、陸上自衛隊と航空自衛隊による富士総合火力演習の夜間演習が最大規模である。この様子は民間業者が映像作品として市販している。
また、九州南西海域不審船事件の際の海上保安庁による射撃の様子も、ニュース映像として公開された。

### 民間の曳光弾
散弾銃の装弾に発光体を同梱するものが存在した。移動標的に対する飛跡が視認できるため、クレー射撃の技術習得に有効との見方により装弾メーカーの市場供給もあったが、火災などの危険を伴い、日本国内では法規制により使用が禁止されている。
アメリカでは、Ammo.inc社が開発した「Streak」という商品名の、銃弾の底部に蓄光性の蛍光物質を使用した曳光弾が主に拳銃向けの銃弾として販売されている。
東京マルイがエアーソフトガン用にストロボ装置と蓄光BB弾を組み合わせたトレーサーユニットを販売している。